# Myanmar Football Federation
Die Myanmar Football Federation ist ein im Jahr 1947 gegründeter Fußballverband von Myanmar. Der Verband organisiert die Spiele der Fußballnationalmannschaft und ist seit 1954 Mitglied im Kontinentalverband AFC sowie seit 1948 Mitglied im Weltverband FIFA.

## Erfolge
- Fußball-Weltmeisterschaft

Teilnahmen: Keine
- Fußball-Asienmeisterschaft

Teilnahmen: 1968